# Arsenij Aleksandrovič Tarkovskij
Arsenij Aleksandrovič Tarkovskij (in russo Арсений Александрович Тарковский?; Elisavetgrad, 25 giugno 1907 – Mosca, 27 maggio 1989) è stato un poeta e traduttore russo di origine ucraina, padre del famoso regista Andrej Tarkovskij.

## Biografia
Alla fine degli anni venti Arsenij Tarkovskij inizia la collaborazione con alcune riviste e scrive drammi per la radio sovietica. Nel 1932, accusato di misticismo, deve abbandonare il suo lavoro e si dedica quindi all'attività di traduttore dall'arabo, dall'ebraico, dall'armeno, dal georgiano, dal turkmeno e da altre lingue ancora. Inizia, sempre in quel periodo, a frequentare Anna Achmatova e Osip Mandel'štam, attirando su di sé ulteriori attenzioni da parte del regime, che gli costeranno una censura durata sino agli anni sessanta.
Arruolato come soldato nella seconda guerra mondiale, nel 1943 viene insignito dell'Ordine della Stella Rossa per il suo eroismo in battaglia e in seguito, gravemente ferito, deve subire l'amputazione di una gamba. A partire dal 1962 inizia la pubblicazione delle sue poesie, che consisteranno in una decina di raccolte in tutto. Muore a Mosca il 27 maggio 1989.

## In altri media
Molti suoi componimenti sono citati dal figlio Andrej Tarkovskij nelle sue opere cinematografiche, come i versi ripresi in Stalker:
(Arsenij Tarkovskij)